# Rivolta di Pasqua
La Rivolta di Pasqua (in inglese Easter Rising, in gaelico Éirí Amach na Cásca) è una ribellione avvenuta in Irlanda nella settimana di Pasqua del 1916.

## Antefatti
A partire dall'Atto di Unione del 1800, tramite il quale Irlanda e Gran Bretagna andarono a formare il Regno Unito di Gran Bretagna e Irlanda, l'opposizione a questa unificazione aveva preso due forme distinte: una basata sull'attività parlamentare, l'altra sulla resistenza armata. Daniel O'Connell, fondatore nel 1840 della Repeal Association, un movimento politico nato con lo scopo di ripristinare la separazione tra le due nazioni, iniziò una fervida campagna politica sia nella Camera dei Comuni che con una intensa serie di manifestazioni e comizi pubblici.
Gli indipendentisti della Giovane Irlanda erano una componente fondamentale del movimento di O'Connell, dal quale però si distaccarono a partire dal 1846 per dare vita ad un loro movimento politico indipendentista denominato Confederazione irlandese, che, guidato dai loro capi politici come William Smith O'Brien, Thomas Francis Meagher e John Blake Dillon, diede vita alla Rivolta dei Giovani irlandesi del 1848. Anche gli indipendentisti del movimento dei Feniani organizzarono una sommossa nel 1867. Nonostante entrambi i tentativi subissero delle sanguinose repressioni, i due movimenti continuarono la loro lotta agendo nella clandestinità come società segrete.
Nel 1873 una convenzione di Feniani tenutasi a Dublino adottò il nome di Fratellanza Repubblicana Irlandese dandosi un proprio statuto e redigendo la prima Costituzione del futuro Stato autonomo irlandese. Tra i punti salienti dello statuto adottato c'era l'elezione del comitato centrale del movimento a governo della Repubblica Irlandese e l'elezione del suo Presidente in qualità di Presidente della Repubblica, fino a quando il popolo irlandese non fosse stato nelle condizioni di eleggere autonomamente il proprio governo.
Sul fronte dell'attività parlamentare, la Home Rule League e il partito dell'Irish Parliamentary Party di Charles Stewart Parnell avevano ottenuto una ampia rappresentanza all'interno del Parlamento del Regno Unito, e grazie alla strategia ostruzionistica avevano ottenuto la discussione di tre proposte di legge a favore di una maggiore autonomia e autodeterminazione del popolo irlandese. Tuttavia il partito degli Unionisti dell'Ulster guidati da Sir Edward Carson, così come il Partito Tory e i membri della Camera dei lord si opposero strenuamente all'approvazione di queste proposte di legge, vedendo in esse una minaccia al dominio inglese in terra irlandese.
Così, quando l'11 aprile 1912 la terza delle proposte di legge autonomiste venne approvata garantendo così la formazione di un Parlamento Irlandese con poteri autonomi con sede a Dublino, ci fu una forte reazione dei partiti conservatori britannici e degli Unionisti, i quali si organizzarono in un vero e proprio gruppo para-militare denominata Volontari Unionisti il cui scopo era di opporsi con la forza all'applicazione della legge appena emanata. Per tutta risposta alla creazione di questo movimento armato, gli indipendentisti irlandesi fondarono il 25 novembre 1913 il movimento dei Volontari Irlandesi, una organizzazione che aveva lo scopo di difendere, anche con la forza, l'attuazione della legge del 1912; l'organizzazione venne affiancata dall'Esercito dei cittadini irlandesi, fondato da James Connolly. Il 18 settembre 1914 la legge così controversa (denominata Home rule) ottenne il placet della corona britannica, con una ampia esclusione che comprendeva la provincia dell'Ulster; l'entrata in vigore della legge venne però rinviata alla fine della prima guerra mondiale.
Nel 1915 in seno alla Fratellanza Repubblicana Irlandese venne formato un comitato militare, comprendente Tom Clarke, Joseph Plunkett e Patrick Pearse, con lo scopo di promuovere un'insurrezione armata. Nel gennaio del 1916 il comitato incontrò James Connolly e lo convinse ad unirsi all'insurrezione con l'Esercito dei cittadini irlandesi. Nel corso della riunione, venne deciso di promuovere l'insurrezione nella Settimana santa.

## La rivolta

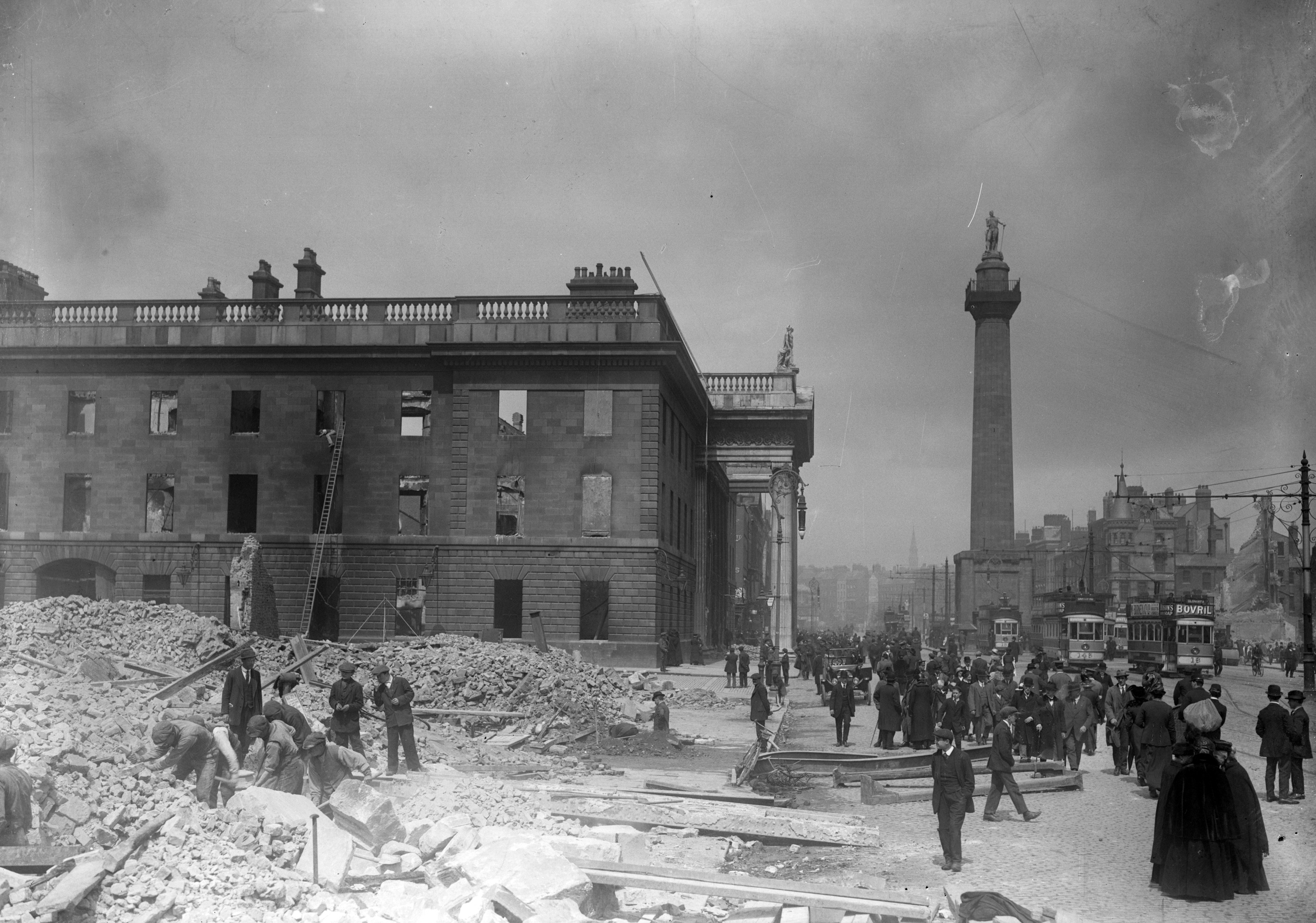
O'Connell Street dopo la Rivolta

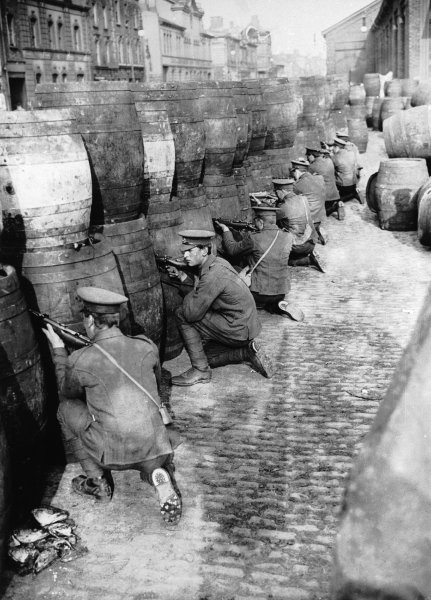
Soldati britannici in posizione dietro una pila di barili durante la rivolta a Dublino

La rivolta fu un tentativo dei militanti repubblicani irlandesi di ottenere l'indipendenza dal Regno Unito con la forza delle armi. Fu la più significativa ribellione in Irlanda sin dal 1798. La Rivolta, che fu per gran parte organizzata dalla Fratellanza Repubblicana Irlandese, durò dal 24 al 29 aprile 1916. Membri dei Volontari irlandesi, guidati dal poeta, insegnante e avvocato Pádraig Pearse, si unirono alla più piccola Irish Citizen Army di James Connolly, occuparono punti chiave e simbolici di Dublino e proclamarono la Repubblica irlandese indipendente dalla Gran Bretagna dal General Post Office.
La rivolta costituì anche un banco di prova per l'impiego, per la prima volta nella storia, dei carri armati, da lì a pochi mesi utilizzati anche nelle operazioni della prima guerra mondiale. La Rivolta fu sedata in sei giorni, ed i suoi leader furono processati dalla corte marziale e tutti giustiziati nella prigione di Kilmainham Gaol. Nonostante il suo insuccesso militare ed il giudizio iniziale negativo della popolazione civile, l'episodio è oggi considerato uno dei punti saldi per la futura creazione dell'attuale Repubblica d'Irlanda.

## Citazioni
- Alla rivolta di Pasqua è dedicata la poesia di William Butler Yeats Pasqua 1916 (Easter 1916) in cui sono citati alcuni dei partecipanti alla rivolta, come Connolly e Pearse
- Il film La figlia di Ryan si svolge in Irlanda nel periodo immediatamente successivo alla rivolta di Pasqua; all'inizio del film il personaggio interpretato da Robert Mitchum riferisce ai suoi compaesani delle esecuzioni dei patrioti a Dublino
- Un brano che tratta questo evento storico è la ballata irlandese The Foggy Dew, interpretata da svariati artisti, tra cui Alan Stivell, Sinéad O'Connor e i Chieftains; inoltre anche il pezzo strumentale Rebel Heart di The Corrs è inerente allo scontro
- La canzone Easter del gruppo rock Marillion, presente nell'album del 1989 Season's End, prende spunto da questi avvenimenti
- La rivolta di Pasqua viene ampiamente citata nel romanzo biografico Il sogno del celta di Mario Vargas Llosa, basato sulla vita di Roger Casement
- La rivolta di Pasqua è ben descritta nel susseguirsi degli avvenimenti dal libro The Insurrection in Dublin,[1] che James Stephens scrisse durante quei giorni, mentre attonito osservava le reazioni dei dublinesi all'insurrezione
- La serie tv Rebellion, del 2016, racconta l'evento incentrando la narrazione su tre giovani donne
- La canzone Zombie del gruppo irlandese The Cranberries cita l'evento nel verso "It's the same old theme since nineteen-sixteen" ("È lo stesso vecchio tema dal 1916").
- Il pro wrestler Irlandese della WWE, Finn Balor, ha chiamato una delle due mosse speciali che esegue durante i suoi incontri "1916", proprio in onore della Rivolta di Pasqua
- Nel romanzo "Il nostro giorno verrà" della scrittrice Edith Joyce parte della narrazione si svolge durante gli antefatti e gli eventi che coinvolgono le Rivolte di Pasqua citando anche personaggi storici realmente esistiti e parte attiva delle rivolte.
- Nel 2016 è stata coniata una moneta da 2€ commemorativa della rivolta di Pasqua.